# Liste der Naturdenkmale in Mehlingen
Die Liste der Naturdenkmale in Mehlingen nennt die im Gemeindegebiet von Mehlingen ausgewiesenen Naturdenkmale (Stand 2. April 2013).

## Naturdenkmale
| Nr.         | Bezeichnung         | Lage                                                                                                | Beschreibung                     | Bild                                    |
| ----------- | ------------------- | --------------------------------------------------------------------------------------------------- | -------------------------------- | --------------------------------------- |
| ND-7335-178 | Husarenbrunnen      | nördlich des Ortes in der Waldgemarkung (zwischen Wartenberg-Rohrbach und dem Drehenthalerhof) Lage | gefasste Quelle                  | mehr Fotos \| Fotos hochladen           |
| ND-7335-231 | Schwarzweiher Nr. 6 | Mehlingen, östlich des Ortes im Schwarzbachtal Lage                                                 | Weiher mit Röhrichtzone          | Direkt Bild zu diesem Denkmal hochladen |
| ND-7335-232 | Eselsbachquelle     | Neukirchen, südlich des Ortes an der L 395 Lage                                                     | ungefasste Quelle des Eselsbachs | Direkt Bild zu diesem Denkmal hochladen |